# Consensus von Sandomir
Der Consensus von Sandomir (Consensus Sandomiriensis, Consensus Sendomir(i)ensis) ist eine in der südpolnischen Stadt Sandomierz im April 1570 geschlossene Übereinkunft, mit der die polnischen Lutheraner, Reformierten und Böhmischen Brüder die Rechtmäßigkeit ihrer jeweiligen Konfessionen anerkannten und gegenseitige Unterstützung und Zusammenarbeit vereinbarten. Er gilt als herausragendes, frühes Beispiel der innerprotestantischen Ökumene. 
Nicht zu verwechseln ist der Consensus mit der Konfession von Sandomir, die auf der Synode vorgelegt, aber nur von den Reformierten akzeptiert wurde.

## Geschichte
Hintergrund der Übereinkunft war das Bestreben der in verschiedene Richtungen zersplitterten Protestanten im Königreich Polen, sich gemeinsam gegen die drohende Gegenreformation wehren zu können. In diesem Sinne hatte schon Johannes a Lasco seit 1557 für eine Union der polnischen Protestanten gewirkt. Auf der Seite der Böhmischen Brüder trat der Senior für die 1557 geschaffene polnische Provinz der Unität, Georg Israel, ebenfalls für die Einigung der evangelischen Christen ein. Angesichts des Anwachsens der evangelischen Bewegung und der Schwäche des katholischen Königs Sigismund II. August hofften manche der Protagonisten sogar auf die Gründung einer protestantischen Nationalkirche nach englischem Vorbild. Zu diesem Zweck wurde eine gemeinsame Synode nach Sandomir einberufen, die vom 9. bis zum 14. April 1570 tagte. Beteiligt waren – aufgrund der eben erst geschlossenen Union von Lublin – auch Delegierte des litauisch-belarussischen Adels. Die antitrinitarischen Polnischen Brüder waren ebenso wie die Täufer ausgeschlossen. Die Protestanten in Preußen Königlichen Anteils entsandten keine Vertreter. Damit wollten sie ihre Autonomie gegenüber Polen auch in geistlichen Dingen betonen.

## Die Übereinkunft
Der Consensus erkannte die Bekenntnisschriften der jeweils anderen Seite an und enthielt eine explizite Einigung über die Trinität. Wegen des Abendmahlsstreits zwischen den evangelischen Hauptrichtungen musste das Thema des Abendmahls ausführlich behandelt werden. Der Text beruft sich auf Philipp Melanchthon und vermittelt zwischen den Positionen Martin Luthers und Ulrich Zwinglis. Er nimmt „eine kompromißvolle, praktische, irenische und ökumenische Haltung ein, aber keine wirklich klare; er ließ vielmehr verschiedene Auslegungen zu“. Auf dieser Grundlage konnten die beteiligten Kirchen ihre Selbständigkeit behalten, aber die gegenseitige Öffnung der Kirchen für Gottesdienste, den Austausch von Predigern und die Abhaltung gemeinsamer Generalsynoden vereinbaren.
Hauptautoren des Dokumentes waren Krzysztof Tretius und Jan Thenaudus. Es wurde in vier Exemplaren ausgefertigt und von 21 Teilnehmern der Verhandlungen namens der Calvinisten, der Lutheraner und der Böhmischen Brüder unterzeichnet.

## Rezeption
Der Consensus wurde von den beteiligten Kirchen als Grundlage der Zusammenarbeit akzeptiert und auch von den Theologen der Universitäten Wittenberg, Leipzig und Heidelberg sowie von Heinrich Bullinger und Theodor Beza anerkannt, ohne jedoch in Deutschland weitere Wirkungen zu erzielen. In Polen wurde er dagegen Grundlage der Konföderation von Warschau 1573, mit der eine „Pax Dissidentium“, d. h. die uneingeschränkte Religionsfreiheit der Protestanten, einschließlich ihrer politischen Gleichstellung, staatsrechtlich anerkannt wurde.

## Textausgaben
- Ostmitteleuropas Bekenntnisschriften der evangelischen Kirchen A. u. H.B. des Reformationszeitalters. III/1. 1564–1576, herausgegeben von Peter F. Barton und Laszlo Makkai, Budapest 1987, S. 271–279.
- Confessia. Wyznánie Wiáry powszechney Koscyołow Krześćiyáńskich Polskich. Krótko á prostemi słowy zámknione wedle podánia Apostolskiego y stárych Doktorow. Warszawa 1994 (Nachdruck der ersten Ausgabe von 1570, herausgegeben und eingeleitet von Urszula Augustyniak).
- Henning P. Jürgens (Hrsg.): Konsens von Sandomierz – Consensus Sendomirensis. In: Heiner Faulenbach u. a. im Auftrag der EKD (Hrsg.): Reformierte Bekenntnisschriften, Bd. 3/1, Neukirchen-Vluyn 2012 ISBN 978-3-7887-2528-0.